# Baloncesto Superior Nacional
Il Baloncesto Superior Nacional, abbreviato in BSN, è la massima lega professionistica di pallacanestro maschile di Porto Rico. È stata fondata nel 1929 ed è organizzata dalla Federazione cestistica di Porto Rico.
Il Baloncesto Superior Nacional, che si gioca secondo le regole FIBA, è attualmente composto da 12 squadre, tra le quali la più titolata è quella dei Vaqueros de Bayamón, con 16 titoli conquistati.

## Storia
La lega ebbe inizio nel 1930 ed è nota per aver avuto diversi allenatori che in seguito avrebbero raggiunto un riconoscimento internazionale nel corso delle loro carriere. Tra questi figurano membri della Basketball Hall of Fame come Dr. Jack Ramsay, Tex Winter e Red Holzman, i quali allenarono i Leones de Ponce negli anni Cinquanta e Sessanta, e Phil Jackson, che fu allenatore dei Piratas de Quebradillas e dei Gallitos de Isabela alla fine degli anni Ottanta. Altri allenatori di rilievo che hanno lavorato per squadre della BSN includono Gene Bartow, Lou Rossini, Del Harris, P.J. Carlesimo, Bernie Bickerstaff, Herb Brown e Sergio Hernández.
Durante gli anni Ottanta, giocatori di grande talento seguirono le orme di pionieri come Juan Vicéns (inserito nel quintetto ideale del Campionato Mondiale FIBA 1959 a Santiago del Cile) e Butch Lee, il primo portoricano e giocatore della BSN ad approdare in NBA. Tra i nomi più noti di questo periodo figurano: Mario "Quijote" Morales, Raymond Dalmau, José "Piculín" Ortiz, Ramón Rivas, Jerome Mincy, Georgie Torres, Angelo Cruz, Ángel Santiago, Federico "Fico" López, Rolando Frazer, Mario Butler e Rubén Rodríguez, che mostrarono il loro talento davanti al pubblico televisivo e agli spettatori nei palazzetti di tutta Porto Rico.
Il 19 settembre 2019, i proprietari delle squadre della BSN scelsero Ricardo Dalmau Santana come nuovo presidente della lega, succedendo a Fernando Quiñones Bodea.
Nell’ottobre del 2020 si registrò un cambiamento nella proprietà dei Vaqueros de Bayamón, quando l’ex giocatore professionista di baseball, Yadier Molina, acquistò la squadra della sua città natale. Nell’aprile 2021, la lega approvò il ritorno dei Cangrejeros, sotto la nuova proprietà di Noah Assad e Jonathan Miranda; in seguito, anche il celebre artista Bad Bunny si unì al gruppo di proprietari. Nell’ottobre 2022, gli Osos de Manatí tornarono in attività dopo una breve pausa, grazie all’acquisto dei Brujos de Guayama da parte del cantante portoricano Ozuna, che trasferì la squadra a Manatí.
Nel primo incontro delle finali BSN 2023, LeBron James fece un’apparizione a sorpresa, mentre i Gigantes sconfissero i Vaqueros per 89-85 ai tempi supplementari, portandosi sull’1-0 nella serie. Il 27 luglio 2023, i Gigantes de Carolina sconfissero i Vaqueros con un netto 80-60 in gara 5 delle finali BSN, diventando così i campioni BSN 2023.

## Squadre
| Squadra            | Città        | Fondazione | Arena                            | Capacità |
| ------------------ | ------------ | ---------- | -------------------------------- | -------- |
| Atl. de San Germán | San Germán   | 1930       | Arquelio Torres Ramírez Coliseum | 5.000    |
| Cang. de Santurce  | San Juan     | 1918       | Roberto Clemente Coliseum        | 9.000    |
| Cap. de Arecibo    | Arecibo      | 1946       | Manuel Iguina Coliseum           | 12.000   |
| Criollos de Caguas | Caguas       | 2023       | Coliseo Roger Mendoza            | 3.000    |
| Santeros de Aguada | Aguada       | 1992       | Ismael Delgado Coliseum          | 6.000    |
| Gig. de Carolina   | Carolina     | 1971       | Carlos Miguel Mangual Coliseum   | 5.000    |
| Indios Mayagüez    | Mayagüez     | 1956       | Palacio de Recreación y Deportes | 5.500    |
| Leones de Ponce    | Ponce        | 1946       | Juan Pachín Vicéns Auditorium    | 11.000   |
| Mets de Guaynabo   | Guaynabo     | 1935       | Mario Morales Coliseum           | 5.500    |
| Osos de Manatí     | Manatí       | 2014       | Juan Cruz Abreu Coliseum         | 8.000    |
| Piratas de Queb.   | Quebradillas | 1926       | Raymond Dalmau Coliseum          | 5.500    |
| Vaq. de Bayamón    | Bayamón      | 1930       | Ruben Rodriguez Coliseum         | 12.000   |

## Albo d'oro
| Stagione  | Vincitore                | Finali        | Secondo posto            |
| 1930      | Cap. de San Juan         | 3–2           | Vaq. de Bayamón          |
| 1931      | Cap. de San Juan         | 4–?           | Atl. de San Germán       |
| 1932      | Atl. de San Germán       | 4–?           | Cap. de Arecibo          |
| 1933      | Vaq. de Bayamón          | ?–?           | Atl. de San Germán       |
| 1934      | Vega Baja                | 4–?           | Vaq. de Bayamón          |
| 1935      | Vaq. de Bayamón          | 3–0           | Vega Baja                |
| 1936      | Club Náutico San Juan    | 4–?           | Farmacia Martin          |
| 1937      | Vega Baja                | 2–0           | Piratas de Queb.         |
| 1938      | Atl. de San Germán       | 4–?           | Farmacia Martin          |
| 1939      | Atl. de San Germán       | 4–?           | Vega Baja                |
| 1940      | Cap. de San Juan         | 3–2           | Atl. de San Germán       |
| 1941      | Atl. de San Germán       | 4–?           | Car. de Río Piedras      |
| 1942      | Atl. de San Germán       | 4–?           | Cang. de Santurce        |
| 1942-1943 | Atl. de San Germán       | 4-?           | Cang. de Santurce        |
| 1943      | Tortuguero               | 3–1           | Cap. de San Juan         |
| 1944      | Università di Porto Rico | 2–1           | Cap. de San Juan         |
| 1945      | Cap. de San Juan         | 2–1           | Università di Porto Rico |
| 1946      | Car. de Río Piedras      | 2–1           | Cap. de Arecibo          |
| 1947      | Atl. de San Germán       | 4–?           | Car. de Río Piedras      |
| 1948      | Atl. de San Germán       | 3–1           | Cap. de Arecibo          |
| 1949      | Atl. de San Germán       | 3–2           | Leones de Ponce          |
| 1950      | Atl. de San Germán       | 3–1           | Cap. de San Juan         |
| 1951      | Università di Porto Rico | 3–1           | Cang. de Santurce        |
| 1952      | Leones de Ponce          | 3–0           | Cang. de Santurce        |
| 1953      | non disputato            | non disputato | non disputato            |
| 1954      | Leones de Ponce          | 3–1           | Atl. de San Germán       |
| 1955      | Car. de Río Piedras      | 3–1           | Atl. de San Germán       |
| 1956      | Car. de Río Piedras      | 3–1           | Atl. de San Germán       |
| 1957      | Car. de Río Piedras      | 3–1           | Atl. de San Germán       |
| 1958      | Cap. de San Juan         | 4–1           | Leones de Ponce          |
| 1959      | Cap. de Arecibo          | 4–1           | Car. de Río Piedras      |
| 1960      | Leones de Ponce          | 4–0           | Car. de Río Piedras      |
| 1961      | Leones de Ponce          | 4–3           | Cap. de Arecibo          |
| 1962      | Cang. de Santurce        | 4–3           | Car. de Río Piedras      |
| 1963      | Car. de Río Piedras      | 4–2           | Leones de Ponce          |
| 1964      | Leones de Ponce          | 4–1           | Cang. de Santurce        |
| 1965      | Leones de Ponce          | 4–1           | Atl. de San Germán       |
| 1966      | Leones de Ponce          | 4–3           | Cap. de Arecibo          |
| 1967      | Vaq. de Bayamón          | 4–3           | Leones de Ponce          |
| 1968      | Cang. de Santurce        | 4–3           | Car. de Río Piedras      |
| 1969      | Vaq. de Bayamón          | 4–3           | Car. de Río Piedras      |
| 1970      | Piratas de Queb.         | 4–3           | Vaq. de Bayamón          |
| 1971      | Vaq. de Bayamón          | 4–2           | Car. de Río Piedras      |
| 1972      | Vaq. de Bayamón          | 4–2           | Piratas de Queb.         |
| 1973      | Vaq. de Bayamón          | 4–3           | Piratas de Queb.         |
| 1974      | Vaq. de Bayamón          | 4–1           | Cap. de San Juan         |
| 1975      | Vaq. de Bayamón          | 4–3           | Piratas de Queb.         |
| 1976      | Car. de Río Piedras      | 4–3           | Piratas de Queb.         |
| 1977      | Piratas de Queb.         | 4–3           | Car. de Río Piedras      |
| 1978      | Piratas de Queb.         | 4–1           | Mets de Guaynabo         |
| 1979      | Piratas de Queb.         | 4–0           | Gig. de Carolina         |
| 1980      | Mets de Guaynabo         | 4–3           | Piratas de Queb.         |
| 1981      | Vaq. de Bayamón          | 4–3           | Mets de Guaynabo         |
| 1982      | Mets de Guaynabo         | 4–2           | Piratas de Queb.         |
| 1983      | Ind. de Canóvanas        | 4–2           | Mets de Guaynabo         |
| 1984      | Ind. de Canóvanas        | 4–2           | Gallitos de Isabela      |
| 1985      | Atl. de San Germán       | 4–2           | Mets de Guaynabo         |
| 1986      | Poll. de Aibonito        | 4–3           | Atl. de San Germán       |
| 1987      | Titanes de Morovis       | 4–3           | Poll. de Aibonito        |
| 1988      | Vaq. de Bayamón          | 4–3           | Ind. de Canóvanas        |
| 1989      | Mets de Guaynabo         | 4–3           | Leones de Ponce          |
| 1990      | Leones de Ponce          | 4–?           | Mets de Guaynabo         |
| 1991      | Atl. de San Germán       | 4–?           | Brujos de Guayama        |
| 1992      | Leones de Ponce          | 4–2           | Cap. de Arecibo          |
| 1993      | Leones de Ponce          | 4–1           | Mets de Guaynabo         |
| 1994      | Atl. de San Germán       | 4–?           | Brujos de Guayama        |
| 1995      | Vaq. de Bayamón          | 4–?           | Leones de Ponce          |
| 1996      | Vaq. de Bayamón          | 4–?           | Leones de Ponce          |
| 1997      | Atl. de San Germán       | 4–?           | Gig. de Carolina         |
| 1998      | Cang. de Santurce        | 4–?           | Leones de Ponce          |
| 1999      | Cang. de Santurce        | 4–?           | Piratas de Queb.         |
| 2000      | Cang. de Santurce        | 4–?           | Piratas de Queb.         |
| 2001      | Cang. de Santurce        | 4–?           | Vaq. de Bayamón          |
| 2002      | Leones de Ponce          | 4–3           | Vaq. de Bayamón          |
| 2003      | Cang. de Santurce        | 4–0           | Leones de Ponce          |
| 2004      | Leones de Ponce          | 4–3           | Marat. de Coamo          |
| 2005      | Cap. de Arecibo          | 4–0           | Vaq. de Bayamón          |
| 2006      | Criollos de Caguas       | 4–1           | Cang. de Santurce        |
| 2007      | Cang. de Santurce        | 4–3           | Cap. de Arecibo          |
| 2008      | Cap. de Arecibo          | 4–3           | Gig. de Carolina         |
| 2009      | Vaq. de Bayamón          | 4–2           | Piratas de Queb.         |
| 2010      | Cap. de Arecibo          | 4–3           | Vaq. de Bayamón          |
| 2011      | Cap. de Arecibo          | 4–1           | Piratas de Queb.         |
| 2012      | Indios Mayagüez          | 4–1           | Cap. de Arecibo          |
| 2013      | Piratas de Queb.         | 4–2           | Leones de Ponce          |
| 2014      | Leones de Ponce          | 4–2           | Cap. de Arecibo          |
| 2015      | Leones de Ponce          | 4–2           | Cap. de Arecibo          |
| 2016      | Cap. de Arecibo          | 4–2           | Vaq. de Bayamón          |
| 2017      | Piratas de Queb.         | 4–3           | Cap. de Arecibo          |
| 2018      | Cap. de Arecibo          | 4–2           | Vaq. de Bayamón          |
| 2019      | Santeros de Aguada       | 4–2           | Leones de Ponce          |
| 2020      | Vaq. de Bayamón          | 3-0           | Piratas de Queb.         |
| 2021      | Cap. de Arecibo          | 4–2           | Mets de Guaynabo         |
| 2022      | Vaq. de Bayamón          | 4–2           | Atl. de San Germán       |
| 2023      | Gig. de Carolina         | 4–1           | Vaq. de Bayamón          |
| 2024      | Criollos de Caguas       | 4–3           | Osos de Manatí           |
| 2025      | Vaq. de Bayamón          | 4–1           | Leones de Ponce          |

## Vittorie per club
| Club                     | Titolo | Città        | Anno                                                                                                 |
| ------------------------ | ------ | ------------ | --- |
| Vaq. de Bayamón          | 17     | Bayamón      | 1933, 1935, 1967, 1969, 1971, 1972, 1973, 1974, 1975, 1981, 1988, 1995, 1996, 2009, 2020, 2022, 2025 |
| Atl. de San Germán       | 14     | San Germán   | 1932, 1938, 1939, 1941, 1942, 1943, 1947, 1948, 1949, 1950, 1985, 1991, 1994, 1997                   |
| Leones de Ponce          | 14     | Ponce        | 1952, 1954, 1960, 1961, 1964, 1965, 1966, 1990, 1992, 1993, 2002, 2004, 2014, 2015                   |
| Cang. de Santurce        | 8      | San Juan     | 1962, 1968, 1998, 1999, 2000, 2001, 2003, 2007                                                       |
| Cap. de Arecibo          | 8      | Arecibo      | 1959, 2005, 2008, 2010, 2011, 2016, 2018, 2021                                                       |
| Marat. de Coamo          | 6      | Coamo        | 1946, 1955, 1956, 1957, 1963, 1976                                                                   |
| Piratas de Queb.         | 6      | Quebradillas | 1970, 1977, 1978, 1979, 2013, 2017                                                                   |
| Cap. de San Juan         | 5      | San Juan     | 1930, 1931, 1940, 1945, 1958                                                                         |
| Mets de Guaynabo         | 3      | Guaynabo     | 1980, 1982, 1989                                                                                     |
| Vega Baja                | 2      | Vega Baja    | 1934, 1937                                                                                           |
| Ind. de Canóvanas        | 2      | Canóvanas    | 1983, 1984                                                                                           |
| Università di Porto Rico | 2      | San Juan     | 1944, 1951                                                                                           |
| Criollos de Caguas       | 2      | Caguas       | 2006, 2024                                                                                           |
| Santeros de Aguada       | 1      | Aguada       | 2019                                                                                                 |
| Indios Mayagüez          | 1      | Mayagüez     | 2012                                                                                                 |
| Titanes de Morovis       | 1      | Morovis      | 1987                                                                                                 |
| Poll. de Aibonito        | 1      | Aibonito     | 1986                                                                                                 |
| Gig. de Carolina         | 1      | Carolina     | 2023                                                                                                 |
| Club Náutico San Juan    | 1      | San Juan     | 1936                                                                                                 |

## Premi e Leader del BSN

### Premi annuali
Ogni stagione, il BSN assegna una serie di premi ufficiali ai giocatori, allenatori e dirigenti che si sono distinti per meriti sportivi e contributo al campionato. I principali riconoscimenti includono:
- Most Valuable Player BSN: assegnato al miglior giocatore della stagione regolare.
- Miglior difensore dell’anno: per il giocatore che si è distinto per le sue capacità difensive.
- Miglior sesto uomo : riconoscimento al miglior giocatore non titolare.
- Rookie dell’anno: assegnato al miglior esordiente del campionato.
- Miglior allenatore : attribuito all’allenatore con i risultati più significativi o che ha dimostrato un impatto determinante sul rendimento della squadra.
- Dirigente dell’anno: per il general manager o presidente che ha costruito il miglior progetto tecnico-organizzativo.
- Giocatore con il maggior progresso : premio al giocatore che ha mostrato i miglioramenti più evidenti rispetto alla stagione precedente.
- Premio sportività : riconoscimento al giocatore che ha mostrato il miglior comportamento etico e sportivo.

### Record della lega
Rubén Rodríguez ha stabilito molti dei primi record storici di lunga durata nella BSN. Nel 1978 superò sia il record di punti in una singola stagione con 810, sia quello di punti totali in carriera con 11.549. L’attuale detentore del primato per punti in carriera è Georgie Torres, che lo superò prima di ritirarsi nel 2001 con 15.863 punti in 679 partite, avendo giocato i suoi primi sette anni prima dell’introduzione della linea da tre punti .
Rubén Rodríguez detiene ancora il record per il maggior numero di rimbalzi in carriera, con 6.178. Inoltre, detenne il primato per rimbalzi in una singola stagione con 380 nel 1978, record che fu superato solo nel 2008 da Lee Benson.
Attualmente, Neftalí Rivera detiene il record per il maggior numero di punti segnati in una partita del Baloncesto Superior Nacional: 79 punti realizzati il 22 maggio 1974. In quell’occasione, stabilì il primato segnando 34 canestri dal campo (tutti da due punti, poiché all’epoca non era ancora stata introdotta la linea da tre punti) e 11 tiri liberi.
Nel 1989, Pablo Alicea dei Gigantes de Carolina stabilì il record per il maggior numero di assist in una partita, con 25. Il record durò oltre vent’anni, fino al 1º maggio 2012, quando Jonathan García dei Caciques de Humacao lo superò con 33 assist contro i Brujos de Guayama. Il record di García è considerato un primato mondiale ufficioso, in attesa di approvazione da parte del Guinness World Records, poiché non si conosce un numero più alto registrato in alcuna lega professionistica o amatoriale internazionale, né in competizioni FIBA. Durante quella stessa partita, i Caciques stabilirono anche il record di punti di squadra in una singola partita, con 130, e quello per più punti segnati in un singolo quarto (da 10 minuti), con 46.
I Vaqueros de Bayamón detengono il record per la maggiore affluenza di pubblico nella storia della lega: 17.621 spettatori per una partita casalinga contro Río Piedras, l’8 settembre 1969. Questo superò il precedente massimo di 16.564 spettatori in una partita tra Ponce e Santurce.
I Vaqueros detengono anche il record per il maggior numero di campionati consecutivi vinti, con cinque titoli dal 1971 al 1975.

### Migliori realizzatori nella BSN
Classifica aggiornata al termine della stagione 2024
| Pos. | Giocatore        | Pos. | Nazionalità | Anni                 | Punti totali | Partite giocate | Punti per partita |
| ---- | ---------------- | ---- | ----------- | -------------------- | ------------ | --------------- | ----------------- |
| 1    | Georgie Torres   | G    | Porto Rico  | 1975–2001            | 15,863       | 679             | 23.4              |
| 2    | Mario Morales    | AP   | Porto Rico  | 1975–1998            | 15,293       | 675             | 22.7              |
| 3    | Mario Butler     | C    | Panama      | 1980–2008            | 12,252       | 779             | 15.7              |
| 4    | Rolando Frazer   | C    | Panama      | 1980–2001            | 12,096       | 603             | 20.1              |
| 5    | Raymond Dalmau   | PG   | Porto Rico  | 1966–1985            | 11,592       | 537             | 21.6              |
| 6    | Rubén Rodríguez  | AG   | Porto Rico  | 1969–1991            | 11,549       | 631             | 18.3              |
| 7    | Roberto Ríos     | PG   | Porto Rico  | 1978–2000            | 11,312       | 681             | 16.6              |
| 8    | Ángel Santiago   | AP   | Porto Rico  | 1973–1996            | 11,287       | 617             | 18.3              |
| 9    | José Quiñones    | AG   | Porto Rico  | 1976–1995            | 11,012       | 579             | 19                |
| 10   | Christian Dalmau | PG   | Porto Rico  | 1992–2003, 2009–2017 | 10,570       | 639             | 16.5              |